# Рорерсвілл (Меріленд)
Рорерсвілл (англ. Rohrersville) — переписна місцевість (CDP) в США, в окрузі Вашингтон штату Меріленд. Населення — 280 осіб (2020).

## Географія
Рорерсвілл розташований за координатами 39°26′6″ пн. ш. 77°39′56″ зх. д. / 39.43500° пн. ш. 77.66556° зх. д. (39.434891, -77.665438).  За даними Бюро перепису населення США в 2010 році переписна місцевість мала площу 0,90 км², уся площа — суходіл.

## Демографія
Згідно з переписом 2010 року, у переписній місцевості мешкало 175 осіб у 58 домогосподарствах у складі 46 родин. Густота населення становила 194 особи/км².  Було 69 помешкань (76/км²).
Расовий склад населення:
| - 99,4 % — білих - 0,6 % — чорних або афроамериканців |

До двох чи більше рас належало 0,0 %. Частка іспаномовних становила 0,6 % від усіх жителів.
За віковим діапазоном населення розподілялося таким чином: 29,7 % — особи молодші 18 років, 57,7 % — особи у віці 18—64 років, 12,6 % — особи у віці 65 років та старші. Медіана віку мешканця становила 35,8 року. На 100 осіб жіночої статі у переписній місцевості припадало 78,6 чоловіків;  на 100 жінок у віці від 18 років та старших — 89,2 чоловіків також старших 18 років.
Цивільне працевлаштоване населення становило 18 осіб. Основні галузі зайнятості: роздрібна торгівля — 100,0 %.